# José-Alain Sahel
José-Alain Sahel (* 12. Juli 1955 in Tlemcen, Algerien) ist ein französischer Augenarzt an der University of Pittsburgh.

## Leben und Wirken
Sahel studierte an der Universität Paris VII Medizin (Abschluss und Promotion 1980) und absolvierte bis 1984 seine Facharztausbildung in Augenheilkunde an der Universität Straßburg. Ein Forschungsaufenthalt führte ihn an das Massachusetts Eye and Ear Infirmary und die Harvard University. 1988 erhielt er eine Professur an der Universität Straßburg, 2002 an der Universität Pierre und Marie Curie in Paris. Von 2008 bis 2020 war er Gründungsdirektor des Vision Institute in Paris (siehe Hôpital des Quinze-Vingts). Seit 2016 hat Sahel den Lehrstuhl für Augenheilkunde an der University of Pittsburgh inne, 2023 wurde er an der Sorbonne Université emeritiert.
José-Alain Sahel ist bekannt für seine Arbeiten zu Retinopathia pigmentosa und Makuladegeneration. Er konnte zeigen, dass eine Gentherapie unter Anwendung der Optogenetik eine (gewisse) Sehfähigkeit wiederherstellen kann. Weitere Arbeiten befassen sich mit Retina-Implantaten. Laut Google Scholar hat er einen h-Index von 110, laut Datenbank Scopus einen von 93 (Stand jeweils August 2025).

## Schriften (Auswahl)
- Sahel JA, Roska B: Gene therapy for blindness. Annu Rev Neurosci. 2013 Jul 8;36:467-88. doi:10.1146/annurev-neuro-062012-170304.
- Sahel, J. A., Boulanger-Scemama, E., Pagot, C., Arleo, A., Galluppi, F., Martel, J. N., ... & Roska, B. (2021): Partial recovery of visual function in a blind patient after optogenetic therapy. Nature medicine, 27(7), 1223–1229.

## Auszeichnungen (Auswahl)
- 2002 Ritter des Ordre national du mérite
- 2007 Mitglied der Académie des sciences[3]
- 2008 Ritter der Ehrenlegion[4]
- 2008 Ehrenmitglied der Deutschen Ophthalmologischen Gesellschaft[5]
- 2010 Ehrendoktorat der Universität Genf
- 2012 Offizier des Ordre national du mérite
- 2012 Médaille de l’innovation des Centre national de la recherche scientifique (CNRS)[6]
- 2014 Mitglied der Deutschen Akademie der Naturforscher Leopoldina[7]
- 2017 Offizier der Ehrenlegion[4]
- 2023 International Prize for Translational Neuroscience (mit Botond Roska)[8]
- 2024 Wolf-Preis in Medizin (mit Botond Roska)[9]
- 2025 Mitglied der Academia Europaea